# Michael Adam Bergmann
Michael Adam von Bergmann (* 15. August 1733 in München; † 21. Mai 1782 ebenda) war ein deutscher Historiker, Bürgermeister und Stadtoberrichter von München.

## Leben
Michael Adam Bergmann war der Sohn eines Münchner Perückenmachers. Er absolvierte 1749 das Jesuitengymnasium in München (heute Wilhelmsgymnasium München) und studierte dann Jura an der Universität Ingolstadt. 1759 wurde er als eines der ersten ordentlichen Mitglieder in die Historische Klasse der Bayerischen Akademie der Wissenschaften aufgenommen und 1762 zum Stadtoberrichter ernannt. Er verfasste zahlreiche historische Aufsätze. 
Bergmann war mit Maria Adelheid, einer Tochter des Münchner Baumeisters und Gartenarchitekten Joseph Effner verheiratet. Bergmanns Tochter Cäcilie († 1789) vermählte sich mit Johann Nepomuk von Effner, der ebenfalls Stadtoberrichter und Bürgermeister von München war. Am 21. Mai 1782 starb Bergmann an einem plötzlichen Schlagfluss.

## Schriften (Auswahl)

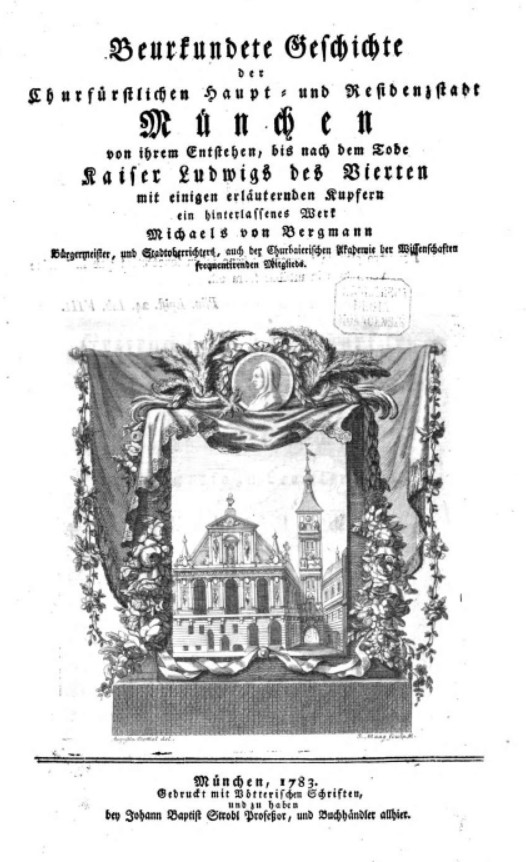
Michael von Bergmann. Beurkundete Geschichte der Churfürstlichen Haupt- und Residenzstadt München. Veröffentlicht 1783, in dem Jahr nach seinem Tod.

- De ducum Boioariae iure regio praesertim succedendi in nobilium patriae feuda activa gentilitia extinctis masculis dissertatio. München 1754, Verlag Mayr; BSB-Signatur: 823675 4 Diss. 4048 823675 4 Diss. 4048. (Volltext).
- Rechtfertigung des Stadtoberrichters über die ertheilte Heuraths-Licenzen. München 1778. BSB-Signatur: 921749 Res/4 Feud. 21#Beibd.13 (Volltext).
- Beurkundete Geschichte der Churfürstlichen Haupt- und Residenzstadt München : von ihrem Entstehen, bis nach dem Tode Kaiser Ludwigs des Vierten. München 1783, Verlag Johann Baptist Strobl. BSB-Signatur: 1848660 Res/2 Bavar. 105 1848660 Res/2 Bavar. 105 (Volltext).